# Eigen
Eigen — библиотека линейной алгебры для языка программирования C++ с открытым исходным кодом. Написана на шаблонах и предназначена для векторно-матричных вычислений и связанных с ними операций.
Начиная с версии 3.1.1 публикуется под лицензией MPL2 (до этого использовалась LGPL3+). Eigen характеризуется простым API и производительностью, сопоставимой с MKL.
Библиотека используется во множестве проектов, среди которых:
- TensorFlow
- OpenCV
- MeshLab
- VcgLib
- libmv
- Krita
- Yujin Robot
- Willow Garage
- Avogadro
- OpenBabel (начиная с версии 2)
- Google Camera (начиная с версии 2)

Также используется в проектах KDE.